# Residuo di bauxite
Il residuo di bauxite o scarto dell'industria di raffinazione dell'allumina (ARR), è un sottoprodotto derivante dal processo produttivo dell'allumina (ossido di alluminio), che è la principale materia prima impiegata nella produzione di alluminio metallico ed è anche utilizzata nell'industria di ceramiche, materiali abrasivi e refrattari. La quantità di residuo di bauxite generata, fa di esso un importante prodotto di scarto e di conseguenza ha portato alla necessità di riesaminare le questioni riguardo al suo stoccaggio e di considerare tutte le opportunità per un suo successivo utilizzo. Più del 95% della produzione globale di allumina, avviene mediante il processo Bayer da cui, per ogni tonnellata di allumina ottenuta, si producono approssimativamente da 1 a 1.5 tonnellate di residuo di bauxite. Nel 2014 la produzione annuale di allumina è stata approssimativamente di 108 milioni di tonnellate e di conseguenza sono state generate circa 135 milioni di tonnellate di residuo di bauxite.

## Produzione
Nel mondo esistono più di 60 attività produttive che utilizzano il processo Bayer per ottenere allumina dalla bauxite. La bauxite viene solitamente estratta da miniere a cielo aperto e trasferita alle industrie dell'allumina per essere lavorata.
Per ottenere allumina, la parte solubile della bauxite viene dissolta utilizzando idrossido di sodio in condizioni di elevate temperatura e pressione. La parte insolubile della bauxite (residuo) viene rimossa, dando luogo a una soluzione di sodio alluminato; questa è successivamente sottoposta a cristallizzazione e a raffreddamento ottenendo la precipitazione di idrossido di alluminio dalla soluzione. Una parte dell'idrossido di alluminio è utilizzato come seme di cristallizzazione per il successivo lotto di produzione, il rimanente è calcinato ad una temperatura superiore a 1000 °C in forni rotativi o in calcinatori a letto fluido, ottenendo ossido di alluminio (allumina).
La bauxite utilizzata contiene circa il 50% di allumina, ma possono essere utilizzati nel processo minerali con una percentuale più alta di essa. I composti dell'alluminio possono essere presenti come gibbsite (Al(OH)3), böhmite (AlOOH) o diasporo (AlOOH). 
Il residuo ha un'elevata concentrazione di ossido di ferro che conferisce al prodotto il caratteristico colore rosso. Una piccola quantità di idrossido di sodio, utilizzato nel processo, rimane nel residuo, causando nel materiale un'elevata alcalinità, con pH normalmente >12. 
Per recuperare la maggiore quantità possibile di idrossido di sodio e per riutilizzarlo nel processo Bayer, viene effettuato un processo di separazione solido/liquido a più stadi. Questo metodo permette di incrementare l'efficienza del processo, di ridurre i costi di produzione ed infine, permette di abbassare l'alcalinità finale dello scarto rendendolo più facile da maneggiare.

## Composizione
I maggiori costituenti del residuo dopo l'estrazione dei componenti dell'alluminio, sono gli ossidi metallici non reagiti. La percentuale di questi ossidi, prodotta in un'industria dell'allumina, può variare ampiamente e dipende dalla qualità, dalla natura della bauxite utilizzata e dalle composizioni estrattive.
Le percentuali caratteristiche degli ossidi nel residuo sono le seguenti:
- Fe2O3:	5 - 60%
- Al2O3:	5 - 30%
- TiO2:	0,3 - 15%
- CaO:	2 - 14%
- SiO2:	3 - 50%
- Na2O: 1 - 10%.

L'obiettivo è di rimuovere tanti più componenti dell'alluminio quanto più sia economicamente conveniente. In generale, la composizione del residuo rispecchia quella dei componenti non contenenti alluminio, ad eccezione di quelli contenenti silicio: la silice cristallina (quarzo) non reagisce, ma una parte di essa, chiamata silice reattiva, reagisce alle condizioni di estrazione e forma alluminio silicato di sodio.
Le fasi mineralogiche dei componenti presenti nel residuo sono nelle seguenti percentuali:
- sodalite 3Na2O.3Al2O3.6SiO2.Na2SO4): 4 - 40%
- Al-goethite: 10-30%
- ematite Fe2O3: 10-30%
- silice cristallina e amorfa (SiO2) 5-20%
- alluminato tricalcico (3CaO.Al2O3.6H2O): 2 - 20%
- böhmite (AlO(OH)): 0 - 20%
- ossido di titanio (TiO2): 2 - 15%
- muscovite (K2O.3Al2O3. 6SiO2.2H2O): 0 - 15%
- carbonato di calcio (CaCO3): 2 - 10%
- gibbsite (Al(OH)3): 0 - 5%
- caolinite (Al2O3. 2SiO2.2H2O): 0 - 5%.

## Aree di stoccaggio del residuo di bauxite
I metodi di stoccaggio dei residui sono cambiati sostanzialmente da quando furono costruiti i primi impianti. Nei primi anni, la procedura era quella di pompare il residuo in forma liquida, con un contenuto di solidi di circa il 20%, in lagune o stagni a volte creati nelle vecchie miniere di bauxite o cave esaurite. In altri casi si arginavano valli o venivano costruiti bacini idrici artificiali con dighe. Quindi i residui erano collocati in questi depositi temporanei.
Un altro metodo molto utilizzato in passato, era quello di scaricare i residui in fiumi, estuari o in mare mediante condutture o chiatte; in altri casi erano smaltiti in mare aperto, in profonde fosse oceaniche. Ora lo smaltimento dei residui di bauxite in mare, estuari e fiumi è stato fermato. A causa della mancanza di spazio e della preoccupazione riguardo ai depositi umidi, fin dalla metà degli anni ottanta si è incrementato l'utilizzo di depositi secchi. Con questo metodo, i residui sono concentrati in un fluido ad alta densità (48-55% di solidi o anche maggiore); successivamente vengono depositati in modo che la miscela si consolidi e si asciughi.
Un metodo di deposito sempre più diffuso è la filtrazione, attraverso cui è prodotta una filter cake o torta (con un contenuto in solidi <30%). Questa torta può essere lavata con acqua o vapore per ridurre l'alcalinità, prima di essere trasportata e conservata come materiale semi-secco. Il residuo prodotto in questa forma è ideale per il riutilizzo, poiché ha una minore alcalinità, è più conveniente per il trasporto ed è facile da maneggiare e da trattare.

## Usi
Da quando il processo Bayer è stato adottato dalle industrie nel 1894, è stato riconosciuto il valore degli ossidi rimanenti. Sono stati fatti tentativi per recuperare i componenti principali - soprattutto il ferro. Dal momento in cui è iniziata l'estrazione mineraria, la ricerca è stata focalizzata sullo sviluppo di nuovi metodi di utilizzo del residuo. Le possibili applicazioni possono essere sostanzialmente suddivise in varie categorie: recupero di componenti specifici presenti nel residuo, ad esempio, ferro, titanio, terre rare (REEs); utilizzo come componente principale nella fabbricazione di un altro prodotto, ad esempio cemento; uso del residuo di bauxite come componente dei materiali da costruzione, come cemento, piastrelle o mattoni; miglioramento del suolo o livellamento; conversione del residuo in un composto utile, ad esempio attraverso il processo Virotec.
La complessa composizione del residuo ha dato origine a un numero enorme di applicazioni tecnicamente possibili, tra cui: produzione di cemento, uso come materiale cementizio integrativo nel calcestruzzo, recupero del ferro, recupero del titanio, uso in pannelli per l'edilizia, mattoni, mattoni isolanti espansi, tegole, ghiaia / massicciate ferroviarie, miglioramento del suolo, fertilizzante a base di calcio e silicio, ripristino del sito, recupero di lantanidi (terre rare), scandio, gallio, ittrio, trattamento di drenaggio con acido minerale, adsorbente di metalli pesanti, coloranti, fosfati, fluoruri, trattamenti chimici delle acque, vetroceramica, ceramica, vetro espanso, pigmenti, trivellazioni petrolifere o estrazione di gas, filler per PVC, legno surrogato, geopolimeri, catalizzatori, rivestimenti di alluminio e rame mediante plasma spray, produzione di materiali per rivestimenti resistenti ad alte temperature a base di titanato di alluminio-Mullite, desolforazione dei gas di scarico, rimozione di arsenico e di cromo, miglioramento del suolo.
Si stima che dai 2 a 3.5 milioni di tonnellate del residuo di bauxite prodotto annualmente, sia impiegato come:
- Cemento – da 500.000 a 1.500.000 tonnellate[11][12];
- Materia prima nella produzione di ferro e acciaio – da 400.000 a 1.500.000 tonnellate;
- Copertura per discariche /strade / miglioramento del suolo – da 200.000 a 500.000 tonnellate[13];
- Materiali da costruzione (mattoni, piastrelle, ceramiche etc.) – da 100.000 a 300.000 tonnellate;
- Altro (materiali refrattari, materiali adsorbenti, materiale per il drenaggio di acidi minerali (Virotec), catalizzatori, ecc.) - 100.000 tonnellate[14].

Nel 2015 in Europa, grazie ai fondi dell'Unione europea, è stata lanciata una grande iniziativa indirizzata alla valorizzazione del residuo di bauxite. Quindici studenti di Dottorato sono stati selezionati come parte della European Training Network for Zero-Waste Valorisation of Bauxite Residue. L'obiettivo fondamentale sarà il recupero di ferro, alluminio, titanio e terre rare (tra cui scandio), ma anche la valorizzazione del residuo nei materiali da costruzione.